# Simultanschach
Das Simultanschach (simultan lateinisch/mittellateinisch für gemeinsam, gleichzeitig) ist eine Form des Schachspiels, bei dem ein Spieler (Simultanspieler) gleichzeitig gegen mehrere Gegner (Simultangegner) antritt. Früher sprach man auch vom Reihenspiel.

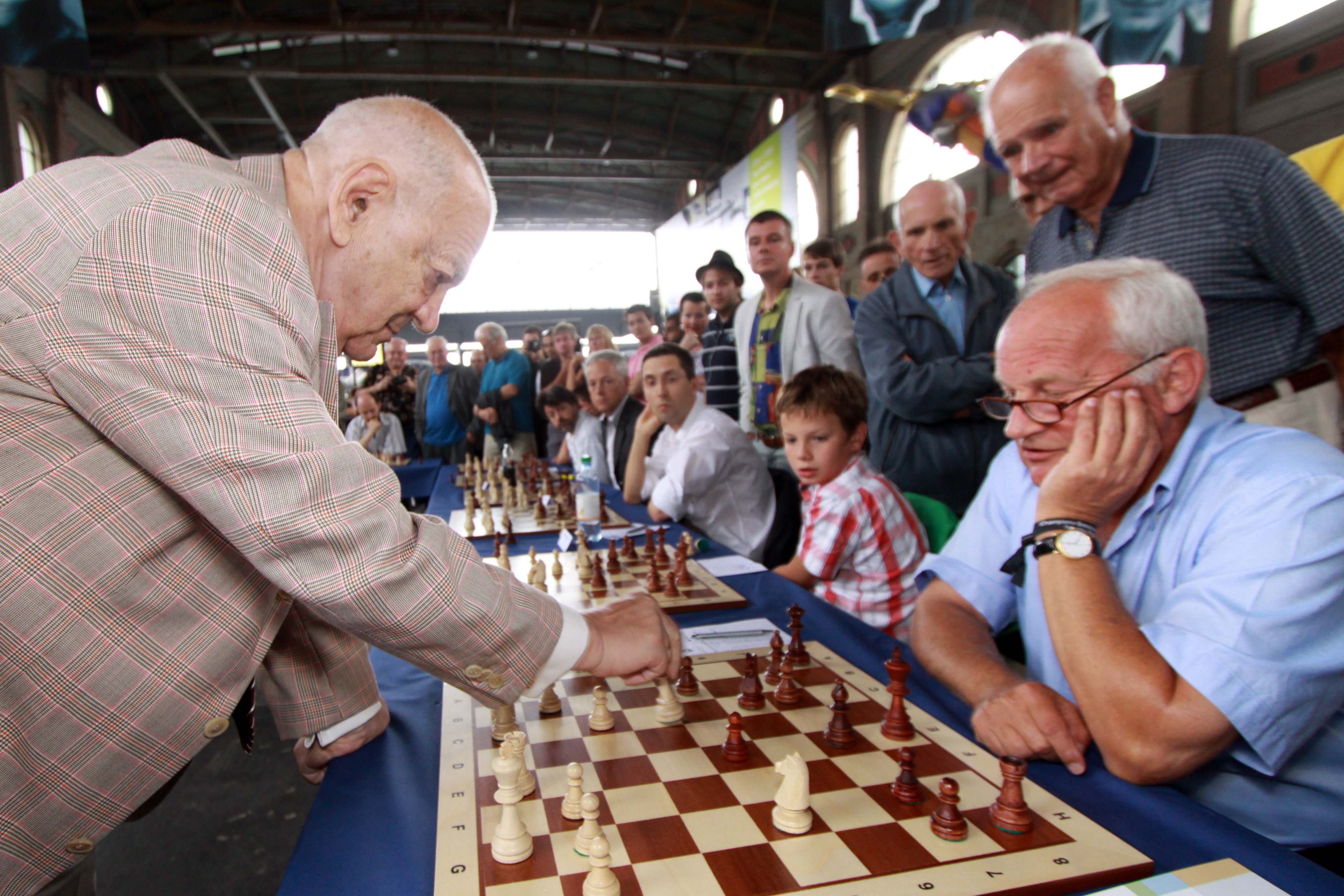
Viktor Kortschnoi beim Simultanschach, Zürich 2009

## Sinn und Spielgedanke
Simultanspiele geben Spielern mit geringen oder mittleren Kenntnissen und Fähigkeiten die Möglichkeit, gegen Spieler mit hoher oder sehr hoher Spielstärke anzutreten. Dabei erhöhen sich für die Simultangegner, die im Spiel 1:1 gegen einen solchen Spieler chancenlos wären, durch die längere Bedenkzeit und die Konzentration auf nur ein Spiel die Erfolgsaussichten. Der Simultanspieler muss nicht nur mehrere Spiele alternierend überblicken, sondern auch schneller reagieren: Wenn n die Anzahl der Gegner ist, muss er in der Zeit, die jedem seiner Gegner für einen Zug zur Verfügung steht, n Züge bedenken und ausführen.

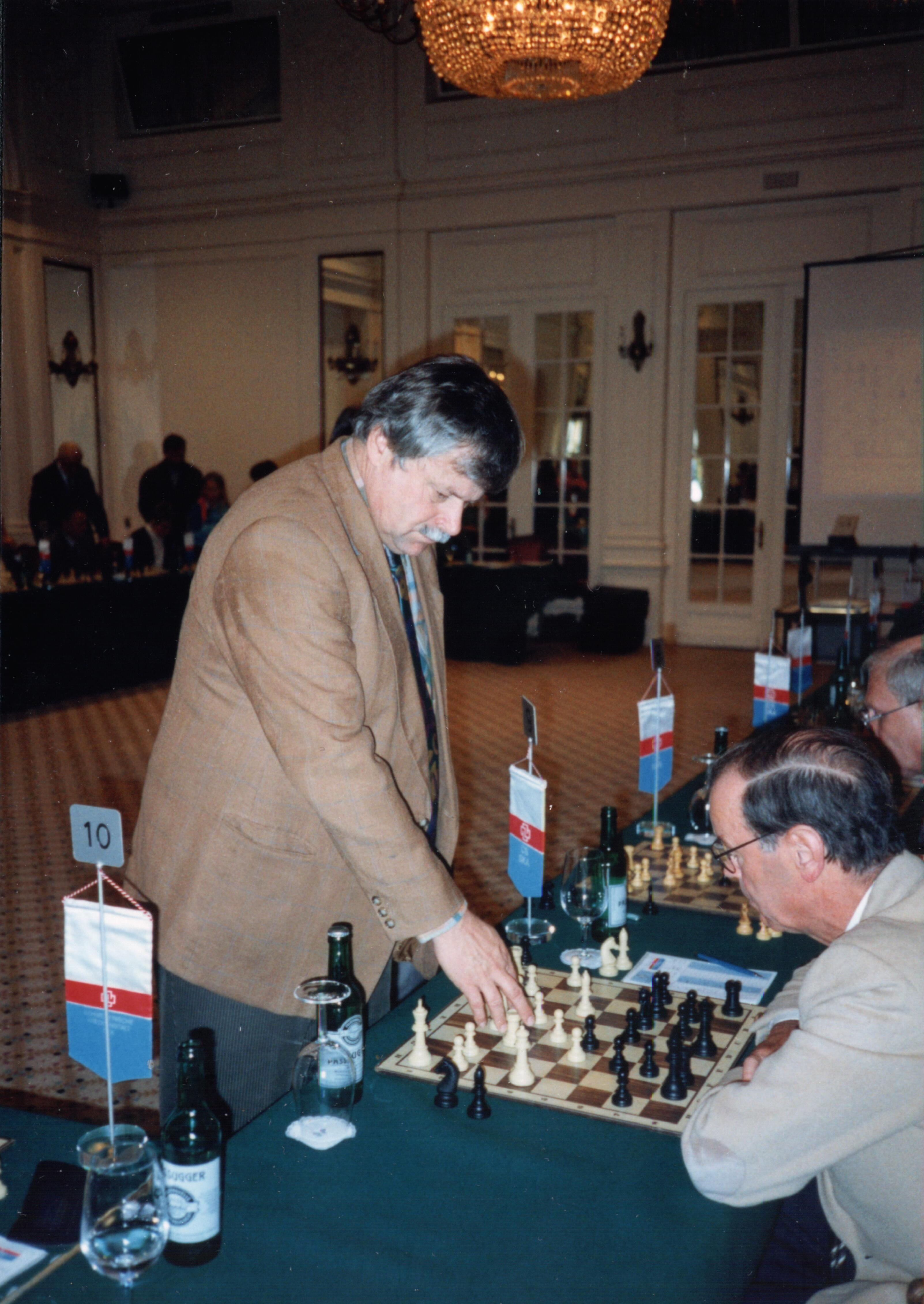
Vlastimil Hort beim Simultanspiel

## Ablauf eines Simultanspiels

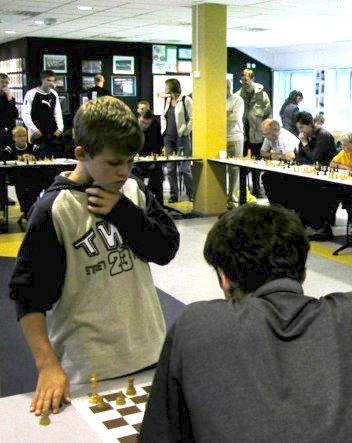
Der 13-jährige Magnus Carlsen beim Simultanspiel

Die Spieltische sind so aufgestellt, dass der Simultanspieler mühelos von einem Brett zum anderen gehen kann, ohne die Seiten zu wechseln. Wenn er beim letzten Brett angelangt ist, sollte er von dort bequem zum ersten Brett weitergehen können.
Der Simultanspieler hat die Wahl der Farbe. In der Regel wird er auf allen Brettern mit derselben Farbe spielen, und zwar zumeist mit Weiß. Seine eigene Bedenkzeit liegt in seinem Ermessen (es sei denn, für die konkrete Veranstaltung wurden Begrenzungen vereinbart), er wird aber nur in Ausnahmefällen bei schwierigen Stellungen etwas länger überlegen und ansonsten zügig spielen – das umso mehr, je mehr Partien noch im Gange sind.
Der Simultangegner hat für einen Zug genau so lange Bedenkzeit, wie der Simultanspieler für eine Runde über alle Bretter benötigt, dann sollte er vor den Augen des Simultanspielers ziehen.
Der Simultangegner hat sein Spiel ebenso wie der Simultanspieler ohne fremde Hilfe zu bestreiten.
Für das Spiel selbst gelten die gewöhnlichen Wettkampf-Regeln (mit Ausnahme der Bedenkzeit) wie „Berührt – geführt“, Aufgabe, Remisangebote und die unmittelbaren Regeln auf dem Brett.
Da Schachspiele unterschiedlich schnell enden, spielt der Simultanspieler in der Endphase nur noch an wenigen Brettern. Da an diesen aber mutmaßlich die stärksten seiner Gegner sitzen, ist sein Handicap nur wenig geringer. Ob der Simultanspieler die Verpflichtung des Simultangegners, bei seinem Erscheinen sofort zu ziehen, etwas kulanter sieht (d. h. seinem Gegner noch etwas Bedenkzeit gibt), liegt im Ermessen des Simultanspielers. Als Simultangegner sollte man solche Zugeständnisse aber nicht überstrapazieren.

## Verhalten beim Simultanspiel
Die spielerische Überlegenheit des Simultanspielers ist der Ausgangspunkt, von dem aus er sich auf das Spiel mit mehreren Gegnern einlässt. Dennoch muss man bedenken, dass dies eine hohe physische und psychische Leistung und Beanspruchung darstellt, und dieser Leistung den nötigen Respekt entgegenbringen, insbesondere dadurch, dass man das Vertrauen des Simultanspielers nicht missbraucht und fair spielt, d. h. zum Beispiel
- kein Verändern der Stellung, während der Meister wegsieht (die meisten Simultanspieler bemerken dies übrigens ohnehin, was für den Simultangegner peinlich enden kann);
- keine Beratung mit anderen Spielern oder Kiebitzen;
- keine Verwendung von Literatur, Telekommunikationsmedien oder Computern;
- kein Feilschen über Farbwahl, Bedenkzeit oder nicht angenommene Remisangebote (etwa, indem das Angebot nach jedem Zug wiederholt wird);
- den Zug ausführen, wenn der Simultanspieler ans Brett kommt, und nicht zuvor ausführen und dann durch Fingerzeig den Zug nachstellen (für zahlreiche Simultanspieler sehr wichtig!).

## Simultanschach als Trainingsmittel

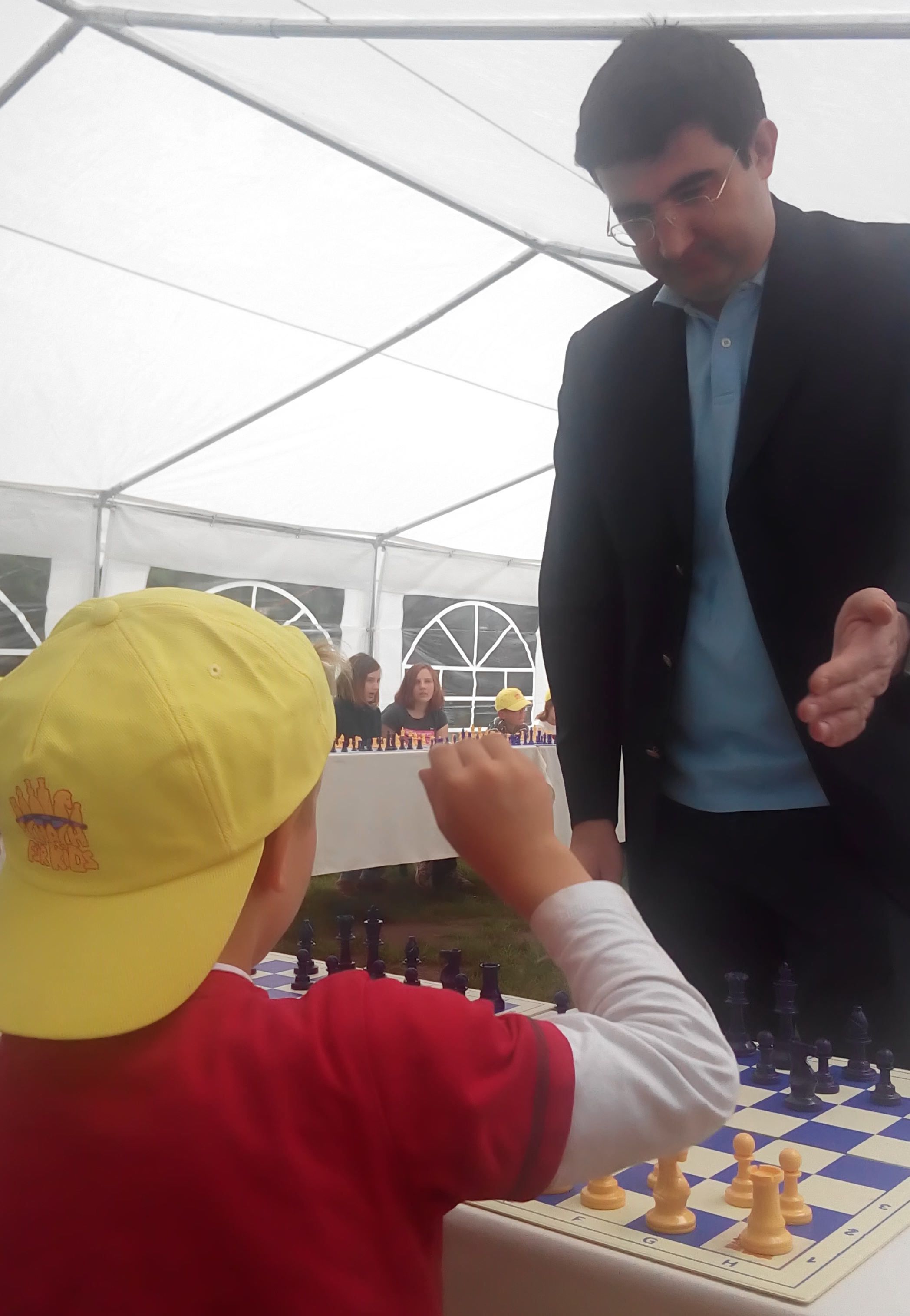
Wladimir Kramnik beim Simultanschachspiel der pädagogischen Initiative Schach für Kids e. V. (SfK) im Kindergarten Möhrenbande in Dortmund

Je höher die Spielstärke eines Simultanspielers (im Vergleich zu seinen Kontrahenten) ist, umso mehr Gegnern kann er ein gleichzeitiges Spiel gegen ihn gestatten. Bei Spielen gegen zwei oder nur eine Handvoll Gegner reicht aber oft schon ein vergleichsweise geringer Spielstärkeunterschied aus, um annähernde Chancengleichheit herzustellen. Damit eignet sich Simultanspiel auch als gutes Trainingsmittel, entweder, indem der Trainer gegen mehrere seiner Schüler antritt, oder indem die Besten aus der Trainingsgruppe gegen zwei oder mehr der weniger fortgeschrittenen Trainingskameraden antreten.

## Rekorde im Simultanschach
Die größte Simultanveranstaltung fand am 19. November 1966 in Havanna statt. 380 Schachmeister spielten gegen jeweils 18 Gegner an 6840 Brettern.
Rekorde von Einzelspielern mit den meisten Gegnern:
- GM Ulf Andersson (1996, 310 Gegner)
- IM Andrew David Martin (Februar 2004 in Crowthorne, 321 Gegner in 16 Stunden, 51 Minuten: +294, =26, -1)
- GM Zsuzsa Polgár (Juli 2005 in Palm Beach, 326 Gegner in 16 Stunden, 30 Minuten: +309, =14, -3)
- GM Kiril Georgiew (Februar 2009 in Sofia, 360 Gegner in 14 Stunden, 8 Minuten: +284, =70, -6)[2]
- GM Morteza Mahjoub (August 2009 in Teheran, 500 Gegner in 18 Stunden: +397, =90, -13)[3]
- GM Alik Gershon (Oktober 2010 in Tel Aviv, 523 Gegner in 19 Stunden: +454, =58, -11)[4]
- GM Ehsan Ghaem Maghami (Februar 2011 in Teheran, 604 Gegner in 25 Stunden: +580, =16, -8)[5]

Damit der Rekord vom Guinness-Buch der Rekorde anerkannt wird, muss der Simultanspieler mindestens 80 Prozent der möglichen Punkte erreichen.

## Spezialformen

### Blind-Simultan
Wenn ein Simultanspieler ohne Ansicht der Bretter spielt, dann spricht man von Blind-Simultan-Schach.

### Handicap-Simultan
Beim Handicap-Simultan (auch Uhrenhandicap genannt) wird mit normalen Schachuhren gespielt. Die Simultangegner führen ihren Zug aus, ohne auf den Simultanspieler zu warten und setzen dessen Uhr in Gang. Die Belastung für den Simultanspieler ist besonders groß, da er unter zusätzlichem Zeitdruck steht. Außerdem muss er den Überblick behalten, in welchen Partien er gerade am Zuge ist und wie es dabei jeweils um sein Zeitpolster beschaffen ist. Üblich ist Handicap-Simultan mit (beiderseits) 30 bis 90 Minuten Bedenkzeit an ca. zehn Brettern.

### Turnier-Simultan
Beim Turniersimultan spielen im Prinzip die beteiligten Spieler ein vollrundiges Turnier (Jeder gegen Jeden). Allerdings laufen alle Partien gleichzeitig und mit Zeitkontrolle. Die Spieler müssen erkennen, in welchen Partien sie gerade am Zuge sind und markieren ihren gerade ausgeführten Zug in der Regel mit einem kleinen Ring, der über die gezogene Figur gelegt wird. Im Gegensatz zu anderen Simultan-Varianten, sollten hierbei alle Teilnehmer auf gleichem Leistungsniveau stehen. Jeder ist gewissermaßen zugleich Simultanspieler und -gegner.

### Mannschaftssimultan
Spielen auf Seiten des Simultangebers mehrere Spieler abwechselnd einen Zug der gleichen Partie, dann spricht man von Mannschaftssimultan. Ein bekanntes Mannschaftssimultan findet alljährlich in Baden-Baden statt. Acht Bundesligaspieler des OSG Baden-Baden spielen hierbei gegen bis zu 150 Gegner.